# Етнически издания в България
Печатни издания (вестници и списания) на етническите общности, живеещи в България:
Арменски
- Арменци
- Вахан
- Ереван
- Парекордзагани Цайн

Влашки и аромънски
- Timpul-Време
- Timpul-Armanlu

Еврейски
- Еврейски вести
- Барберан

Ромски
- Andral-Отвътре
- Джипси Рай
- Дром дромендар
- Житан
- Заедно
- Права на ромите във ФОКУС
- Обектив

Руски
- Белая волна
- Русское слово

Турски
- Права и свободи
- Kaynak
- Zaman